# Zombies 3
Zombies 3 (estilizado como Z-O-M-B-I-E-S 3) es una película estadounidense de 2022 que se estrenó en Disney+ el 15 de julio de 2022. Una secuela de la película Zombies de 2018 y la película Zombies 2 de 2020, está protagonizada por Milo Manheim y Meg Donnelly retomando sus papeles principales como Zed y Addison, respectivamente. Gran parte del elenco de apoyo principal de las dos primeras películas de Zombies también regresa. La película sigue a la ciudad de Seabrook, que ahora alberga zombis, humanos normales y hombres lobo que coexisten en armonía para intentar repeler una invasión alienígena.

## Argumento
Después del último suspenso en Zombies 2, los hombres lobo, los humanos y los zombis coexisten. Addison (Meg Donnelly) ha sido aceptada en Mountain College, y Zed (Milo Manheim) busca una beca deportiva en Mountain College y espera unirse a Addison. La historia comienza por la noche, y hay un partido de fútbol muy esperado. Si ganan, Seabrook tendrá su primer zombi/monstruo reclutado, por lo tanto, derribará una barrera para todos los demás monstruos. Pero, justo cuando el equipo se prepara para partir, un OVNI provoca una oleada de energía ligeramente destructiva y los extraterrestres invaden. Los extraterrestres están aquí y, sin que el pueblo lo sepa, están aquí para localizar un mapa interestelar hacia Utopía, un nuevo hogar perfecto para su especie. Para encubrir su verdadero propósito, afirman estar aquí para competir en el National Cheer Off, que Addison había organizado anteriormente. Durante un interrogatorio en la Patrulla-Z, A-spen (Terry Hu) encuentra una escapatoria para que Zed pueda ingresar a la universidad.
Los hombres lobo (Chandler Kinney, Pearce Joza, Ariel Martin) desconfían mucho de estos recién llegados intergalácticos. Los extraterrestres se instalan temporalmente en Seabrook. Los alienígenas interrogan a los hombres lobo y escanean sus mentes con sus Luma Lenses. Eliza (Kylee Russell), que actualmente está haciendo una pasantía en Z-Corp, el fabricante de las Z-bands, ayuda a Zed con su beca excepcional, que es lo que A-spen había descubierto antes. Los extraterrestres superan los récords de Zed, tanto atléticos como académicos, y reducen sus posibilidades de ingresar a la universidad. Zed, a cambio de que los extraterrestres alteren su boleta de calificaciones, ayuda a los extraterrestres a identificar la piedra lunar. A-spen conoce a Addison, quien le revela que están enamorados con Zed. En la práctica de porristas, el equipo de porristas se ve amenazado después de presenciar a los extraterrestres practicar sus porras. Mientras tanto, los extraterrestres inspeccionan la piedra lunar y la escanean en busca de coordenadas. Aprenden que la piedra lunar interfiere con sus poderes alienígenas y, por lo tanto, es letal para ellos. Toman un movimiento arriesgado, ya que casi son atrapados por los hombres lobo. Se dirigen a su nave nodriza (con la voz de RuPaul) donde Zed los ayuda con su conocimiento de Seabrook, mientras que Addison es transportada por error a la nave nodriza. A-spen, A-li (Kyra Tantao) y A-lan (Matt Cornett) revelan sus verdaderas razones para llegar a Seabrook. Después de arreglar y ver los registros del explorador, descubren que el explorador no es otro que la abuela materna de Addison, Angie (Sheila McCarthy).
Zed está nervioso por su entrevista universitaria en casa, que es lo último que necesita superar antes de averiguar si lo aceptan en Mountain College o no. Los poderes alienígenas de Addison hacen que se convierta en un «zombi» durante su entrevista y logra decirle algunas palabras a su entrevistador antes de que ella se vaya. Addison cuestiona su identidad como extraterrestre y le pregunta a su madre (Marie Ward) sobre su abuela. A medida que esto avanza, los lobos y Bucky descubren la verdadera razón por la que los extraterrestres están en Seabrook y, en el proceso, se revela torpemente que Wyatt (Pearce Joza) está enamorado de Eliza. El trío de extraterrestres sospecha que la Copa Seabrook, que es el trofeo que creó Angie, ahora otorgado al equipo ganador de Cheer Off, que está elaborado con materiales de su mundo natal, es su mapa de casa. Addison descubre lo mismo poco después y se da cuenta de que los extraterrestres ganan o ella. Los hombres lobo alertan a la Patrulla Z sobre la misión de los extraterrestres y Zed, al ser aceptado en la universidad, se da cuenta de que la Patrulla Z viene a arrestar a los extraterrestres y corre para evitar que compitan en la competencia. El equipo extraterrestre es descalificado, dejando a Addison como su única oportunidad de llegar a Utopía. Los Seabrook Mighty Shrimp salen victoriosos de la competencia y ganan.
Los hombres lobo chocan contra el pabellón de animadores y derraman la realidad sobre sus invasores intergalácticos. Addison y Zed escapan antes de que Addison le revele a toda la comunidad de la ciudad que ella es, de hecho, parte de los extraterrestres. Zed revela sus noticias universitarias y los extraterrestres se dan cuenta de que las coordenadas de Utopía se encuentran en el ADN de Addison y, desafortunadamente, su mapa es dinámico, lo que significa que deben llevar a Addison a su nuevo hogar. Addison acepta ir, aunque está en conflicto con su decisión, pero debe ir a Utopía. Zed se ofrece a ir con ella, pero es imposible, ya que sería frito por su energía de polvo de estrellas en cuestión de minutos. La nave de los alienígenas está gravemente dañada, por lo que los hombres lobo ofrecen su piedra lunar y Eliza afirma que podrían filtrar la energía de la piedra lunar a través de sus bandas Z. Zed se arriesga interfiriendo con el poder de los alienígenas y la piedra lunar y casi muere, pero apenas sobrevive. Mientras los demás corren para salir de la nave antes de que se lance al espacio, Addison y Zed comparten un último beso antes de que sea transportado de vuelta a la Tierra. Unos días después, en un mundo sin Addison, Seabrook está desconsolado y desolado. El grupo celebra haber terminado la escuela secundaria mientras los extraterrestres calculan sus coordenadas. Después de pensarlo bien, Addison se da cuenta de dónde su abuela Angie quería que residiera su especie. Al darse cuenta de que Utopía es el planeta Tierra, el cuarteto allana el camino de regreso a su ubicación anterior. Zed, Bree (Carla Jeffery), Willa (Chandler Kinney) y Wynter (Ariel Martin)
En una escena de mitad de los créditos, se muestra a Bucky (Trevor Tordjman) activando la Nave nodriza para el lanzamiento, mientras vuela al espacio exterior, con el objetivo de «llevar la animación a los confines de la galaxia».

## Reparto
- Milo Manheim como Zed[2][3]
- Meg Donnelly como Addison[2][3]
- Trevor Tordjman como Bucky[4][5]
- Kylee Russell como Eliza[4][5]
- Carla Jeffery como Bree[4][5]
- Chandler Kinney como Willa[4][5]
- Pearce Joza como Wyatt[4][5]
- Ariel Martin como Wynter[4][5]
- Terry Hu como A-Spen[4][5]
- Matt Cornett como A-Lan[4][5]
- Kyra Tantao como A-Li[4][5]
- Kingston Foster como Zoey[4][5]
- James Godfrey como Bonzo[4][5]
- RuPaul como la voz de la Nave nodriza[6]
- Emilia McCarthy como Lacey[4][5]
- Noah Zulfikar como Jacey[4][5]
- Jasmine Renée Thomas como Stacey[4][5]
- Naomi Snieckus como Directora Lee[4][5]
- Paul Hopkins como Dale[4][5]
- Marie Ward como Missy[4][5]
- Sheila McCarthy como Angie[4][5]
- Jonathan Langdon como Entrenador[4][5]
- Tony Nappo como Zevon[7]
- Tricia Black como Locutora Zombi

## Producción
El 22 de marzo de 2021, se anunció una tercera película, titulada Zombies 3, cuyo rodaje tuvo lugar en la primavera en Toronto, Canadá. Milo Manheim y Meg Donnelly repitieron sus respectivos papeles de Zed y Addison. Paul Hoen se desempeñó como director, mientras que Bloor Street Productions se desempeñó como productora. David Light, Joseph Raso, Suzanne Farwell y Resonate Entertainment actuaron como productores ejecutivos. El 19 de mayo de 2021, se anunció que Matt Cornett, Kyra Tantao, Terry Hu fueron elegidos para la película en los papeles respectivos de A-Lan, A-Li y A-Spen. Chandler Kinney, Pearce Joza, Ariel Martin, Trevor Tordjman, Carla Jeffery, Kylee Russell, James Godfrey y Kingston Foster también regresaron en sus respectivos roles. La producción de la película comenzó el 31 de mayo de 2021. El 20 de mayo de 2022, se anunció que RuPaul Charles se había unido al elenco como la voz de «The Mothership», descrito en la sinopsis oficial como «un OVNI cómicamente pasivo-agresivo».
Debido a su embarazo, Kylee Russell no pudo filmar con el resto del elenco; sus escenas se lograron mostrando solo su torso hacia arriba en tomas e interactuando con el resto del elenco a través de un cuerpo de robot.

## Lanzamiento
Zombies 3 se lanzó el 15 de julio de 2022 en Disney+. La película también se transmitirá en Disney Channel el 12 de agosto, anunciada como una «Lost Song edition».

## Recepción
En el sitio web del agregador de reseñas Rotten Tomatoes, el 71% de las reseñas de 7 críticos son positivas, con una calificación promedio de 6.40/10.
John Serba de Decider elogió la música y la coreografía, afirmando que las canciones logran ser atractivas y elogió el mensaje de la película que trata sobre la aceptación y la inclusión, mientras que a veces encuentra la película colorida, chillona y sin sentido. Jennifer Green de Common Sense Media calificó la película con 3 de 5 estrellas, elogió la presencia de mensajes positivos y modelos a seguir, citando la diversidad, la igualdad y la inclusión, y elogió las diversas representaciones.
Lena Wilson de The New York Times escribió que la película es mucho más que «90 minutos de tonterías» y elogió su tono, pero criticó cómo Zombies 3 retrata las diferencias socioculturales, específicamente el personaje queer de Terry Hu. Brian Lowry de CNN encontró la película enérgica y progresista, pero escribió que la película estaba «muerta al llegar» y «difícil entusiasmarse», expresando su preocupación por el uso de extraterrestres (que encontró un cliché) después de que las dos primeras películas habían representado zombis y hombres lobo, y encontró que las canciones eran de calidad mediocre, excepto «I'm Finally Me» y la repetición de «Someday».

## Futuro
Disney no ha confirmado ni negado una cuarta entrega de Zombies, y las fuentes discrepan sobre si es probable que se haga una cuarta película. Manheim ha declarado que Zombies 3 «hace un muy buen trabajo al concluir [la franquicia de Zombies]», aunque también dejó abierta la posibilidad de una cuarta película y cree que la decisión de producir Zombies 4 depende de la recepción de Zombies 3 y «si las estrellas se alinean».
Disney ha estrenado, sin embargo, una serie animada titulada ZOMBIES: The Re-Animated Series. Cuyos sucesos aparentemente ocurren después de lo ocurrido en Zombies 3 .